# فرودگاه هایمپام
فرودگاه هایمپام (به انگلیسی: Hyampom Airport) یک فرودگاه همگانی بهره‌برداری هوایی است که یک باند فرود آسفالت دارد و طول باند آن ۹۰۸ متر است. این فرودگاه در کشور ایالات متحده آمریکا قرار دارد و در ارتفاع ۳۸۱ متری از سطح دریا واقع شده‌است.